# Polynoe veleronis
Polynoe veleronis är en ringmaskart som beskrevs av Hartman 1939. Polynoe veleronis ingår i släktet Polynoe och familjen Polynoidae. Inga underarter finns listade i Catalogue of Life.